# Rivoluzione monegasca
La rivoluzione monegasca del 1910 fu una serie di scontri della popolazione del Principato di Monaco contro il suo sovrano, principe Alberto I, che portarono alla fine della monarchia assoluta sostituendola con una costituzionale.

## Corso degli eventi e richieste popolari
La rivoluzione avvenne a causa della crescente disoccupazione, poiché il microstato europeo mancava di terreni agricoli o fabbriche e il principe aveva proibito ai suoi sudditi di lavorare nelle numerose case da gioco della città. Il suo orgoglio nazionale fu ostacolato da una cattiva reputazione come "la fogna morale dell'Europa". Inoltre, il principe era solito spendere i suoi soldi in Francia e non a Monaco. I cittadini chiesero una costituzione e un parlamento, minacciando di trasformare Monaco in una Repubblica se le loro richieste non fossero state soddisfatte. Altre richieste includevano la fine del monopolio di Camille Blanc e Rolando Bonaparte sull'attività di gioco, il ritiro dei francesi dagli uffici statali e la separazione delle finanze del principe da quelle dello stato.
All'inizio di marzo del 1910, una delegazione composta da Suffren Peymond, Théodore Gastaud, André Marsan e Charles Bellando de Castro arrivò per consegnare un ultimatum al principe. Più tardi quel mese, il principe accettò di fare concessioni. Durante il resto dell'anno, ci furono massicce proteste contro il dominio francese nei confronti del governo e dell'economia monegasca. Anche il Palazzo del Principe fu assalito da una folla e successivamente saccheggiato.
Il principe fuggì dal paese con l'aiuto della Compagnia dei carabinieri del principe e rimase in Francia fino a quando i disordini non si placarono. I soldati della compagnia tentarono di difendere il palazzo, ma alla fine fallirono dopo i disordini, che durarono un'intera giornata.

## Risultato
Il 5 gennaio, il Principe concesse a Monaco una Costituzione, che aveva poco contenuto nel senso di ridurre l'autorità del sovrano, essendo stata sospesa con la prima guerra mondiale. Dopo la morte del Principe Alberto nel 1922, il The New York Times pubblicò un'intervista con lui nel 1921, in cui accettò la necessità della rivoluzione del 1911. La costituzione di Monaco è, di fatto, la più corta al mondo attualmente in vigore.